# Bathynatalia gilchristi
Bathynatalia gilchristi is een pissebed uit de familie Bathynataliidae. De wetenschappelijke naam van de soort is voor het eerst geldig gepubliceerd in 1957 door Barnard.